# Maurice Fongueuse
Maurice Alexandre Fongueuse (Ry (Seine-Maritime), 19 augustus 1888 – Parijs, 25 mei 1963) was een Frans impressionistische kunstschilder.
Hij maakte veel olieverfschilderijtjes op schilderskarton met Parijse straattaferelen. Ook zijn er enkele aquarellen en olieverfschilderijen op doek van hem bekend.

## Biografie
Maurice Alexandre Fongueuse werd op 19 augustus 1888 geboren als zoon van bakker Alexandre Fongueuse en zijn vrouw Euphrosine Leroy in de plaats Franse plaats Ry.
In de periode van 1911 tot 1920 volgde hij zijn opleiding kunstschilderen aan de kunstacademie in Parijs. Hij heeft les gehad van Adolphe Déchenaud en Henri Royer.
In 1936 nam hij met Paysages, door Le Matin beschreven als levendig en kleurig, deel aan de 22e tentoonstelling van de Cercle des Gobelins et des Beaux-Arts, een kunstkring in de 13e arrondissement van Parijs. Hij heeft zijn werk opeenvolgende jaren tentoongesteld op de Salon des Indépendants te Parijs in de jaren 1940 tot 1943. Naar aanleiding van zijn deelname aan le salon d'hiver in 1945, een grote expositie waar meer dan zeshonderd kunstenaars deelnamen, besteedde La France libre enkele positieve woorden aan Fongueuses werk. In de jaren 1940 en '50 bestond zijn werk voornamelijk uit olieverfschilderijen van klein formaat op schilderskarton met het stadsbeeld van Parijs rondom de Seine als hoofdonderwerp. Halverwege de twintigste eeuw zijn vier werken van hem aangekocht door het Franse Ministerie van Cultuur.
Fongueuse woonde al decennialang in het Parijse 5e arrondissement aan de rue d'Ulm, toen hij op 25 mei 1963 ongehuwd overleed.